# Daniela Iraschko-Stolz

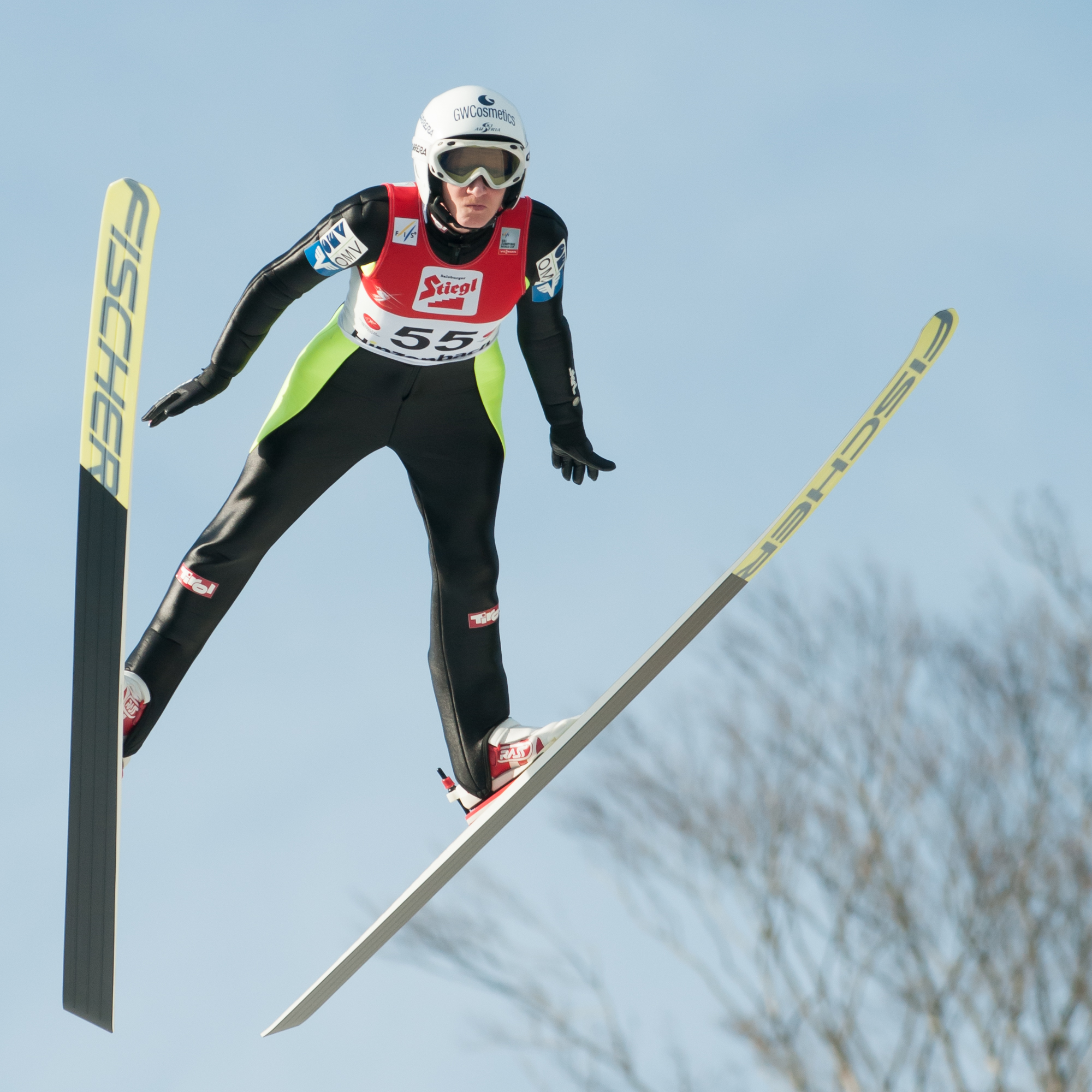
Iraschko-Stolz 2016 in Hinzenbach

Daniela Iraschko-Stolz (* 21. November 1983 in Eisenerz, Steiermark als Daniela Iraschko) ist eine ehemalige österreichische Skispringerin und Fußballtorhüterin. Sie gewann 51 Wettbewerbe im Skisprung-Continental-Cup, der bis zur Einführung des Damen-Weltcups im Jahre 2011 die höchste Wettkampfklasse war, und drei Jahre in Folge die Gesamtwertung (2009/10, 2010/11, 2011/12). Ihre größten Erfolge sind der Sieg im Einzelwettbewerb bei den Weltmeisterschaften 2011 in Oslo sowie die Silbermedaille bei den Olympischen Winterspielen 2014 in Sotschi. In der Saison 2014/15 gewann sie den Gesamtweltcup.

## Karriere als Fußballspielerin
Iraschko begann 1993 beim WSV Eisenerz mit dem Fußballspielen. 2003 wechselte sie in die ÖFB Frauen-Bundesliga zum Innsbrucker AC und nach der Auflösung dessen Frauenmannschaft 2006 zum FC Wacker Innsbruck. 2008, 2009 und 2010 wurde sie mit der Mannschaft hinter dem Serienmeister SV Neulengbach österreichische Vizemeisterin, 2009 und 2012 stand sie im österreichischen Pokalfinale.

## Karriere als Skispringerin
Iraschko war ab 1995 Skispringerin. In den Jahren 2000 bis 2002, 2005 und 2010 gewann sie insgesamt fünfmal die Gesamtwertung des FIS Ladies Grand Prix. Sie stellte im Jahr 2003 den Rekord für den bis dahin vermutlich weitesten Sprung einer Frau auf. Beim Skifliegen am Kulm in Tauplitz erreichte sie eine Weite in der Nähe der 200-Meter-Marke. Da keine elektronische Weitenmessung aktiv war, wird der Sprung nicht immer als Weltrekord gewertet, galt aber 20 Jahre lang als unangefochtener Weltrekord. Sie ist mehrfache österreichische Meisterin im Skispringen und hat zahlreiche Einzelspringen auf internationaler Ebene gewonnen. Bei den Nordischen Skiweltmeisterschaften 2009, bei der das Damenskispringen zum ersten Mal ausgetragen wurde, wurde sie Vierte und bei den Nordischen Skiweltmeisterschaften 2011 in Oslo konnte sie ihren ersten Weltmeistertitel erringen. Im September 2010 erreichte die Österreicherin beim Continental-Cup-Springen auf dem Lysgårdsbakken eine Weite von 106,5 m und übertraf damit den Schanzenrekord von Espen Bredesen aus dem Jahr 1994.
Im Jänner 2011 begann sie die vierjährige Ausbildung als Spitzensportlerin bei der Bundespolizei. Am 3. Dezember 2011 gab sie ihr Debüt im Weltcup in Lillehammer, wurde Vierte, konnte im ersten Weltcupjahr zweimal ein Weltcupspringen in Hinzenbach gewinnen und wurde im Gesamtweltcup Zweite. Beim Weltcupspringen am 12. Jänner 2013 in Hinterzarten stürzte sie und zog sich einen Riss des vorderen Kreuzbandes sowie beider Menisken des linken Knies zu. Das Comeback erfolgte im Dezember 2013.
Bei den Olympischen Winterspielen 2014 gewann sie beim ersten olympischen Damenspringen auf der Normalschanze die Silbermedaille hinter der Deutschen Carina Vogt. Wenig später musste Iraschko-Stolz die Saison 2013/14 aufgrund eines neuerlichen Meniskuseinrisses vorzeitig beenden. Am 15. Mai 2014 wurde Iraschko-Stolz als Steiermarks Sportlerin des Jahres ausgezeichnet.
Bei den Nordischen Skiweltmeisterschaften 2015 in Falun gewann Iraschko-Stolz die Bronzemedaille von der Normalschanze und belegte im Mixed-Teamwettbewerb den vierten Rang. Im Weltcup 2014/15 war sie bei 13 Bewerben fünf Mal siegreich und erreichte fünf weitere Podestplatzierungen. Beim letzten Saisonbewerb in Oslo reichte ihr der fünfte Platz, um zum ersten Mal den Gesamtweltcup – vor der Japanerin Sara Takanashi – zu gewinnen.
Im Herbst 2015 erhielt Iraschko-Stolz den Fair Play Award des European Fair Play Movement, nachdem sie Anfang des Jahres Špela Rogelj in Sapporo ihre Ersatzski geliehen hatte.
In der Saison 2015/16 konnte sie zwei weitere Weltcupspringen für sich entscheiden und sprang insgesamt elf Mal auf das Podium. Bei den weiteren Wettbewerben landete sie nur einmal nicht in den Top Ten. Trotz dieser Ergebnisse und einem persönlichen Punkterekord von 1139 Punkten wurde sie nur Zweite im Gesamtweltcup hinter der überlegenen Sara Takanashi. In der Weltcup-Saison 2016/17 war sie weniger erfolgreich. Sie erzielte vier Podiumsplatzierungen und landete im Gesamtweltcup auf Rang sieben. Bei den Nordischen Skiweltmeisterschaften 2017 belegte sie den neunten Rang im Einzelwettbewerb. Im Mixed-Teamwettbewerb holte sie zusammen mit Michael Hayböck, Jacqueline Seifriedsberger und Stefan Kraft die Silbermedaille als Zweiter hinter Deutschland.
Nachdem sich Iraschko-Stolz im April 2017 nach einer Knorpelfraktur am rechten Knie operieren ließ, musste sie sich während der Vorbereitung auf die Olympiasaison im November 2017 erneut am Knie operieren lassen. Damit verpasste sie den ersten Teil der Saison 2017/18 und konnte erst am 20. und 21. Jänner 2018 in Planica im Rahmen des Continental Cups in die Saison einsteigen. An diesem Wochenende konnte sie direkt beide Wettbewerb für sich entscheiden. Eine Woche später gab sie dann ihr Comeback im Weltcup in Ljubno. Nach Rang vier am ersten Tag gewann sie das zweite Springen und konnte den 13. Weltcupsieg ihrer Karriere feiern. Nach ihrem Weltcup-Comeback startete sie bei den Olympischen Winterspielen 2018 in Pyeongchang und belegte dort im Einzelwettbewerb auf der Normalschanze den sechsten Platz. Nach den Olympischen Winterspielen gewann sie beide COC-Springen in Brotterode und erreichte drei weitere Podestplatzierungen im Weltcup. Obwohl sie einen Großteil der Saison verpasste, landete sie noch auf Rang sieben im Gesamtweltcup.
Die Saison 2018/19 begann erneut mit einer Verletzung. Am 26. November 2018 stürzte sie im Training zum Weltcupauftakt in Lillehammer. An den beiden Springen auf der Normalschanze am 30. November und am 1. Dezember konnte sie allerdings teilnehmen und belegte die Ränge elf und sechs. Am darauffolgenden Bewerb auf der Großschanze gelang ihr mit Platz drei sogar eine Podestplatzierung. Am 12. Jänner 2019 gewann sie auf der Großschanze in Sapporo ihren ersten Saisonbewerb und eine Woche später am 18. Jänner 2019 ebenso auf der Zaō-Normalschanze in Yamagata. Beim Teambewerb am darauffolgenden Tag belegte sie gemeinsam mit Jacqueline Seifriedsberger, Eva Pinkelnig und Chiara Hölzl Rang zwei hinter dem deutschen Team. Bei den Weltmeisterschaften 2019 in Seefeld in Tirol konnte das Team in der gleichen Besetzung erneut hinter Deutschland die Silbermedaille gewinnen. Im Einzelwettbewerb gewann sie hinter der Norwegerin Maren Lundby und der Deutschen Katharina Althaus die Bronzemedaille. Im abschließenden Mixed-Team-Wettbewerb wurde sie gemeinsam mit Eva Pinkelnig, Philipp Aschenwald und Stefan Kraft Vizeweltmeisterin hinter der deutschen Mannschaft.
Zum Saisonauftakt 2019/20 in Lillehammer erreichte Iraschko-Stolz lediglich die Ränge 23 und 15. Nach eigenen Angaben sprang sie „einfach nur schlecht“ und verband dies mit einer Kritik am Trainerteam rund um Cheftrainer Harald Rodlauer. Obwohl sie nach ihrem Frust-Interview mit internen Konsequenzen zu rechnen hatte, wurde sie für das zweite Weltcup-Wochenende in Klingenthal nominiert, wo sie sich mit durchgehend starken Sprüngen und dem sechsten Rang im Einzelspringen verbessert zeigte. Im weiteren Saisonverlauf gelang ihr zweimal als Dritte der Sprung aufs Podest. Darüber hinaus war sie gemeinsam mit Marita Kramer, Chiara Hölzl und Eva Pinkelnig Teil des ersten österreichischen Teamsieges von der Zaō-Schanze in Yamagata.
Am 26. Februar 2021 gewann sie bei den Nordischen Skiweltmeisterschaften in Oberstdorf gemeinsam mit Sophie Sorschag, Chiara Hölzl und Marita Kramer die Goldmedaille im Teambewerb auf der Normalschanze mit 1,4 Punkten Vorsprung auf das slowenische Team. Zwei Tage später gewann sie auf derselben Schanze erneut mit Marita Kramer, sowie Michael Hayböck und Stefan Kraft die Bronzemedaille im Mixed-Teambewerb.
Bei den Olympischen Winterspielen 2022 in Peking, wo Iraschko-Stolz mit einer Knieverletzung antrat, wurde sie im Einzelwettbewerb Zwölfte und mit der österreichischen Mixed-Mannschaft Fünfte. Aus gesundheitlichen Gründen beendete sie die Weltcup-Saison danach vorzeitig.
Im September 2023 gab sie, aufgrund ihrer langanhaltenden Knieprobleme, ihr Karriereende bekannt. 2025 wurde sie Mitglied im Sportbeirat im Bundesministerium für Wohnen, Kunst, Kultur, Medien und Sport unter dem Vorsitz von Staatssekretärin Michaela Schmidt.

## Privates
Iraschkos lesbische Orientierung wurde im Februar 2012 erstmals in der Presse angesprochen. Am 31. August 2013 ging sie in Innsbruck mit ihrer Lebensgefährtin eine eingetragene Partnerschaft ein, was auch als gesellschaftspolitisches Statement verstanden werden soll. Ihr Vater Hans Peter Iraschko (SPÖ) war über 32 Jahre lang Mitglied des Eisenerzer Gemeinderats und zuletzt seit 2020 Zweiter Vizebürgermeister der Stadt Eisenerz, ehe er am 21. September 2023 schriftlich seinen Rücktritt bekanntgab.

## Erfolge

### Weltcupsiege im Einzel
| Nr. | Datum             | Ort           | Typ           |
| --- | ----------------- | ------------- | ------------- |
| 01. | 04. Februar 2012  | Hinzenbach    | Normalschanze |
| 02. | 05. Februar 2012  | Hinzenbach    | Normalschanze |
| 03. | 09. Dezember 2012 | Sotschi       | Normalschanze |
| 04. | 25. Jänner 2014   | Planica       | Normalschanze |
| 05. | 26. Jänner 2014   | Planica       | Normalschanze |
| 06. | 24. Jänner 2015   | Oberstdorf    | Normalschanze |
| 07. | 25. Jänner 2015   | Oberstdorf    | Normalschanze |
| 08. | 31. Jänner 2015   | Hinzenbach    | Normalschanze |
| 09. | 07. Februar 2015  | Râșnov        | Normalschanze |
| 10. | 15. Februar 2015  | Ljubno        | Normalschanze |
| 11. | 12. Dezember 2015 | Nischni Tagil | Normalschanze |
| 12. | 14. Februar 2016  | Ljubno        | Normalschanze |
| 13. | 28. Jänner 2018   | Ljubno        | Normalschanze |
| 14. | 12. Jänner 2019   | Sapporo       | Großschanze   |
| 15. | 18. Jänner 2019   | Yamagata      | Normalschanze |
| 16. | 10. März 2019     | Oslo          | Großschanze   |

### Weltcupsiege im Team
| Nr. | Datum            | Ort          | Typ             |
| --- | ---------------- | ------------ | --------------- |
| 1.  | 18. Jänner 2020  | Yamagata     | Normalschanze 1 |
| 2.  | 22. Februar 2020 | Ljubno       | Normalschanze 1 |
| 3.  | 28. März 2021    | Tschaikowski | Normalschanze 2 |

### Grand-Prix-Siege im Einzel
| Nr. | Datum           | Ort          | Typ           |
| --- | --------------- | ------------ | ------------- |
| 01. | 17. August 2012 | Hinterzarten | Normalschanze |

### Grand-Prix-Siege im Team
| Nr. | Datum           | Ort          | Typ           |
| --- | --------------- | ------------ | ------------- |
| 01. | 18. August 2012 | Hinterzarten | Normalschanze |

### Continental-Cup-Siege im Einzel
| Nr. | Datum              | Ort                      | Typ           |
| --- | ------------------ | ------------------------ | ------------- |
| 01. | 23. Juli 2004      | Park City                | Normalschanze |
| 02. | 24. Juli 2004      | Park City                | Normalschanze |
| 03. | 08. Februar 2005   | Schönwald im Schwarzwald | Normalschanze |
| 04. | 19. August 2008    | Ramsau                   | Normalschanze |
| 05. | 01. September 2008 | Park City                | Normalschanze |
| 06. | 02. September 2008 | Park City                | Normalschanze |
| 07. | 10. Jänner 2009    | Schonach                 | Normalschanze |
| 08. | 11. Jänner 2009    | Schonach                 | Normalschanze |
| 09. | 17. Jänner 2009    | Baiersbronn              | Normalschanze |
| 10. | 13. Februar 2009   | Notodden                 | Normalschanze |
| 11. | 14. Februar 2009   | Notodden                 | Normalschanze |
| 12. | 12. Dezember 2009  | Vikersund                | Großschanze   |
| 13. | 13. Dezember 2009  | Vikersund                | Großschanze   |
| 14. | 18. Dezember 2009  | Notodden                 | Normalschanze |
| 15. | 19. Dezember 2009  | Notodden                 | Normalschanze |
| 16. | 03. Jänner 2010    | Baiersbronn              | Normalschanze |
| 17. | 06. Jänner 2010    | Schonach                 | Normalschanze |
| 18. | 23. Jänner 2010    | Schonach                 | Normalschanze |
| 19. | 06. Februar 2010   | Ljubno                   | Normalschanze |
| 20. | 07. Februar 2010   | Ljubno                   | Normalschanze |
| 21. | 13. Februar 2010   | Villach                  | Normalschanze |
| 22. | 01. März 2010      | Yamagata                 | Normalschanze |
| 23. | 06. März 2010      | Zakopane                 | Normalschanze |
| 24. | 07. März 2010      | Zakopane                 | Normalschanze |
| 25. | 11. September 2010 | Lillehammer              | Normalschanze |
| 26. | 12. September 2010 | Lillehammer              | Normalschanze |
| 27. | 18. September 2010 | Oslo                     | Normalschanze |
| 28. | 19. September 2010 | Oslo                     | Normalschanze |
| 29. | 25. September 2010 | Falun                    | Normalschanze |
| 30. | 26. September 2010 | Falun                    | Normalschanze |
| 31. | 08. Dezember 2010  | Rovaniemi                | Normalschanze |
| 32. | 11. Dezember 2010  | Vikersund                | Großschanze   |
| 33. | 12. Dezember 2010  | Vikersund                | Großschanze   |
| 34. | 18. Dezember 2010  | Notodden                 | Normalschanze |
| 35. | 08. Jänner 2011    | Schonach                 | Normalschanze |
| 36. | 12. Jänner 2011    | Hinterzarten             | Normalschanze |
| 37. | 22. Jänner 2011    | Ljubno                   | Normalschanze |
| 38. | 23. Jänner 2011    | Ljubno                   | Normalschanze |
| 39. | 05. Februar 2011   | Brotterode               | Großschanze   |
| 40. | 06. Februar 2011   | Brotterode               | Großschanze   |
| 41. | 21. August 2011    | Oberwiesenthal           | Normalschanze |
| 42. | 10. September 2011 | Trondheim                | Normalschanze |
| 43. | 11. September 2011 | Trondheim                | Normalschanze |
| 44. | 09. Dezember 2011  | Notodden                 | Normalschanze |
| 45. | 21. Jänner 2012    | Zakopane                 | Normalschanze |
| 46. | 08. September 2012 | Lillehammer              | Normalschanze |
| 47. | 13. Dezember 2014  | Notodden                 | Normalschanze |
| 48. | 20. Jänner 2018    | Planica                  | Normalschanze |
| 49. | 21. Jänner 2018    | Planica                  | Normalschanze |
| 50. | 16. Februar 2018   | Brotterode               | Großschanze   |
| 51. | 17. Februar 2018   | Brotterode               | Großschanze   |

### National
| Österreichische Meisterschaften | Österreichische Meisterschaften | Österreichische Meisterschaften | Österreichische Meisterschaften |
| ------------------------------- | ------------------------------- | ------------------------------- | ------------------------------- |
| Gold                            | 2000 in Villach                 | Gold im Einzel                  |                                 |
| Gold                            | 2001 in Villach                 | Gold im Einzel (Normalschanze)  |                                 |
| Gold                            | 2001 in Stams                   | Gold im Einzel (Großschanze)    |                                 |
| Gold                            | 2002 in Ramsau                  | Gold im Einzel (Normalschanze)  |                                 |
| Gold                            | 2002 in Stams                   | Gold im Einzel (Großschanze)    |                                 |
| Silber                          | 2003 in Villach                 | Silber im Einzel                |                                 |
| Gold                            | 2004 in Ramsau                  | Gold im Einzel                  |                                 |
| Gold                            | 2005 in Villach                 | Gold im Einzel                  |                                 |
| Gold                            | 2007 in Ramsau                  | Gold im Einzel                  |                                 |
| Gold                            | 2009 in Villach                 | Gold im Einzel                  |                                 |
| Gold                            | 2010 in Stams                   | Gold im Einzel                  |                                 |
| Gold                            | 2011 in Hinzenbach              | Gold im Einzel                  |                                 |
| Gold                            | 2013 in Villach                 | Gold im Einzel                  |                                 |
| Gold                            | 2014 in Stams                   | Gold im Einzel                  |                                 |
| Gold                            | 2015 in Tschagguns              | Gold im Einzel                  |                                 |
| Gold                            | 2020 in Eisenerz                | Gold von der Normalschanze      |                                 |
| Silber                          | 2020 in Bischofshofen           | Silber von der Großschanze      |                                 |

| Österreichische Jugendmeisterschaften | Österreichische Jugendmeisterschaften | Österreichische Jugendmeisterschaften | Österreichische Jugendmeisterschaften |
| ------------------------------------- | ------------------------------------- | ------------------------------------- | ------------------------------------- |
| Silber                                | 1999 in Bödele                        | Silber im Einzel Jugend I             |                                       |
| Gold                                  | 2001 in Villach                       | Gold im Einzel Junioren               |                                       |
| Gold                                  | 2002 in Achomitz                      | Gold im Einzel Jugend II              |                                       |

## Statistik

### Olympische Spiele
- Olympische Winterspiele 2014 in Sotschi: 2. Platz Normalschanze
- Olympische Winterspiele 2018 in Pyeongchang: 6. Platz Normalschanze
- Olympische Winterspiele 2022 in Peking: 12. Platz Normalschanze, 5. Platz Mixed Team

### Weltmeisterschaften
- Nordische Skiweltmeisterschaften 2009 in Liberec: 4. Platz Normalschanze
- Nordische Skiweltmeisterschaften 2011 in Oslo: 1. Platz Normalschanze
- Nordische Skiweltmeisterschaften 2015 in Falun: 3. Platz Normalschanze, 4. Platz Mixed Team
- Nordische Skiweltmeisterschaften 2017 in Lahti: 9. Platz Normalschanze, 2. Platz Mixed Team
- Nordische Skiweltmeisterschaften 2019 in Seefeld: 3. Platz Normalschanze, 2. Platz Team
- Nordische Skiweltmeisterschaften 2021 in Oberstdorf: 8. Platz Normalschanze, 9. Platz Großschanze, 1. Platz Team, 3. Platz Mixed Team

### Weltcup-Platzierungen
| Saison  | Platz | Punkte |
| ------- | ----- | ------ |
| 2011/12 | 02.   | 0779   |
| 2012/13 | 10.   | 0390   |
| 2013/14 | 05.   | 0682   |
| 2014/15 | 01.   | 1007   |
| 2015/16 | 02.   | 1139   |
| 2016/17 | 06.   | 0717   |
| 2017/18 | 07.   | 0450   |
| 2018/19 | 08.   | 0701   |
| 2019/20 | 06.   | 0506   |
| 2020/21 | 05.   | 0516   |
| 2021/22 | 14.   | 0329   |

### Grand-Prix-Platzierungen
| Saison | Platz | Punkte |
| ------ | ----- | ------ |
| 2012   | 03.   | 0180   |
| 2015   | 20.   | 0060   |
| 2021   | 22.   | 0074   |

### Continental-Cup-Platzierungen
| Saison  | Platz | Punkte |
| ------- | ----- | ------ |
| 2004/05 | 03.   | 0620   |
| 2005/06 | 07.   | 0511   |
| 2006/07 | 04.   | 0998   |
| 2007/08 | 02.   | 0928   |
| 2008/09 | 02.   | 0932   |
| 2009/10 | 01.   | 1644   |
| 2010/11 | 01.   | 1445   |
| 2011/12 | 01.   | 0440   |
| 2013/14 | 03.   | 0180   |
| 2014/15 | 04.   | 0180   |
| 2017/18 | 04.   | 0400   |
| 2019/20 | 72.   | 0032   |

### Schanzenrekorde
| Ort                      | Weite               | aufgestellt am      | Rekord bis      |
| ------------------------ | ------------------- | ------------------- | --------------- |
| Oslo                     | 110,0 m (HS: 128 m) | 2001                | 2002            |
| Bad Mitterndorf/Tauplitz | 200,0 m (HS: 207 m) | 29. Jänner 2003     | aktuell         |
| Ramsau                   | 096,0 m (HS: 098 m) | 19. August 2007     | aktuell         |
| Vikersund                | 122,0 m (HS: 128 m) | 12. Dezember 2009   | aktuell         |
| Villach                  | 099,0 m (HS: 098 m) | 01. Februar 2010    | aktuell         |
| Lillehammer              | 106,5 m (HS: 100 m) | 10. September 2010  | aktuell         |
| Oslo                     | 108,0 m (HS: 106 m) | 17. September 2010  | aktuell         |
| Falun                    | 102,0 m (HS: 098 m) | 26. September 2010  | aktuell         |
| Hinzenbach (Sommer)      | 092,0 m (HS: 094 m) | 10. Oktober 2010    | aktuell         |
| Hinterzarten             | 106,5 m (HS: 108 m) | 12. Jänner 2011     | 8. Jänner 2012  |
| Trondheim                | 104,0 m (HS: 105 m) | 15. September 2011  | aktuell         |
| Val di Fiemme            | 104,0 m (HS: 105 m) | 14. Jänner 2012     | 14. Jänner 2012 |
| Hinzenbach (Winter)      | 091,0 m (HS: 094 m) | 03. Februar 2012    | 4. Februar 2012 |
| Hinzenbach (Winter)      | 096,0 m (HS: 094 m) | 04. Februar 2012    | 7. Februar 2016 |
| Liberec                  | 104,0 m (HS: 100 m) | 18. Februar 2012    | 23. Jänner 2013 |
| Hinterzarten             | 103,0 m (HS: 108 m) | 17./18. Juli 2012   | 26. Juli 2012   |
| Planica                  | 101,0 m (HS: 104 m) | 25. Jänner 2014     | 25. Jänner 2014 |
| Planica                  | 102,5 m (HS: 104 m) | 25./26. Jänner 2014 | aktuell         |
| Tschagguns               | 100,5 m (HS: 094 m) | 12. Oktober 2014    | aktuell         |
| Oberstdorf               | 126,0 m (HS: 137 m) | 06. Jänner 2017     | 6. Jänner 2017  |